# Вишнівська сільська рада (Куп'янський район)
Вишні́вська сільська́ ра́да — адміністративно-територіальна одиниця та орган місцевого самоврядування в Куп'янському районі Харківської області. Адміністративний центр — село Вишнівка.

## Загальні відомості
- Вишнівська сільська рада утворена в 1992 році.
- Територія ради: 22,08 км²
- Населення ради: 265 осіб (станом на 2001 рік)

## Населені пункти
Сільській раді були підпорядковані населені пункти:
- с. Вишнівка

### Колишні населені пункти
- с. Жуваківка
- с. Мала Вишнева

## Склад ради
Рада складалася з 12 депутатів та голови.
- Голова ради: Мелех Валентина Андріївна
- Секретар ради: Ігнатьєва Валентина Василівна

### Керівний склад попередніх скликань
| Прізвище, ім'я, по батькові | Основні відомості                                                                     | Дата обрання | Дата звільнення |
| --------------------------- | ------------------------------------------------------------------------------------- | ------------ | --------------- |
| Мелех Валентина Андріївна   | Сільський голова, 1954 року народження, освіта незакінчена вища                       | 26.03.2006   | 31.10.2010      |
| Мелех Валентина Андріївна   | Сільський голова, 1954 року народження, освіта незакінчена вища, член Партії регіонів | 31.10.2010   |                 |

Примітка: таблиця складена за даними сайту Верховної Ради України

### Депутати
За результатами місцевих виборів 2010 року депутатами ради стали:

#### За суб'єктами висування
| Суб'єкт висування            | Кількість обраних депутатів | %    |
| ---------------------------- | --------------------------- | ---- |
| Партія регіонів              | 10                          | 83,3 |
| Комуністична партія України  | 1                           | 8,3  |
| Соціалістична партія України | 1                           | 8,3  |

#### За округами
| № округу                     | Прізвище, ім'я, по батькові   | Дата визнання обраним | Освіта  | Партійна приналежність            | Відомості про обраного депутата                      |
| ---------------------------- | ----------------------------- | --------------------- | ------- | --------------------------------- | ---------------------------------------------------- |
| Комуністична партія України  |                               |                       |         |                                   |                                                      |
| 5                            | Яценко Тамара Миколаївна      | 02.11.2010            | середня | член Комуністичної партії України | Гусинська загальноосвітня школа I-III ст., зав.госп. |
| Партія регіонів              |                               |                       |         |                                   |                                                      |
| 1                            | Ігнатьєва Валентина Василівна | 02.11.2010            | середня | член Партії регіонів              | Вишнівська сільська рада, секретар сільської ради    |
| 2                            | Ситнік Раїса Іванівна         | 02.11.2010            | середня | член Партії регіонів              | тимчасово не працює                                  |
| 3                            | Коваленко Олена Олексіївна    | 02.11.2010            | середня | член Партії регіонів              | ПП Ківшар Н. О., продавець                           |
| 4                            | Удовік Вікторія Володимирівна | 02.11.2010            | середня | член Партії регіонів              | Гусинське відділення зв'язку, листоноша              |
| 6                            | Саленко Володимир Васильович  | 02.11.2010            | середня | член Партії регіонів              | тимчасово не працює                                  |
| 7                            | Куліш Віроніка Володимирівна  | 02.11.2010            | середня | член Партії регіонів              | тимчасово не працює                                  |
| 8                            | Гладкова Любов Вікторівна     | 02.11.2010            | середня | член Партії регіонів              | пенсіонер                                            |
| 10                           | Саленко Олена Тихонівна       | 09.11.2010            | середня | член Партії регіонів              | тимчасово не працює                                  |
| 11                           | Ракша Анатолій Миколайович    | 02.11.2010            | середня | член Партії регіонів              | Фермерське господарство Коньшина Р. В., водій        |
| 12                           | Корх Антоніна Миколаївна      | 02.11.2010            | середня | член Партії регіонів              | Фермерське господарство Коньшина Р. В., диспетчер    |
| Соціалістична партія України |                               |                       |         |                                   |                                                      |
| 9                            | Коваленко Юлія Леонідівна     | 02.11.2010            | вища    | позапартійна                      | Гусинська загальноосвітня школа, вчитель             |